# 3492 Петра-Пері
3492 Петра-Пері (3492 Petra-Pepi) — астероїд головного поясу, відкритий 16 лютого 1985 року.
Тіссеранів параметр щодо Юпітера — 3,353.